# Mohsin Ali (lekkoatleta)
Mohsin Ali Muzaffar Hussain (urdu ‏محسن علی‎, ur. 19 marca 1988) – pakistański lekkoatleta, płotkarz.
Zdobył złoty medal w biegu na 110 metrów przez płotki na Igrzyskach Azji Południowej 2010 w Dhace. Reprezentował Pakistan na Mistrzostwach Azji w Lekkoatletyce 2011 i brał udział w biegu na 60 metrów przez płotki na Halowych Mistrzostwach Azji w Lekkoatletyce 2012..